# Smart Circular Bridge

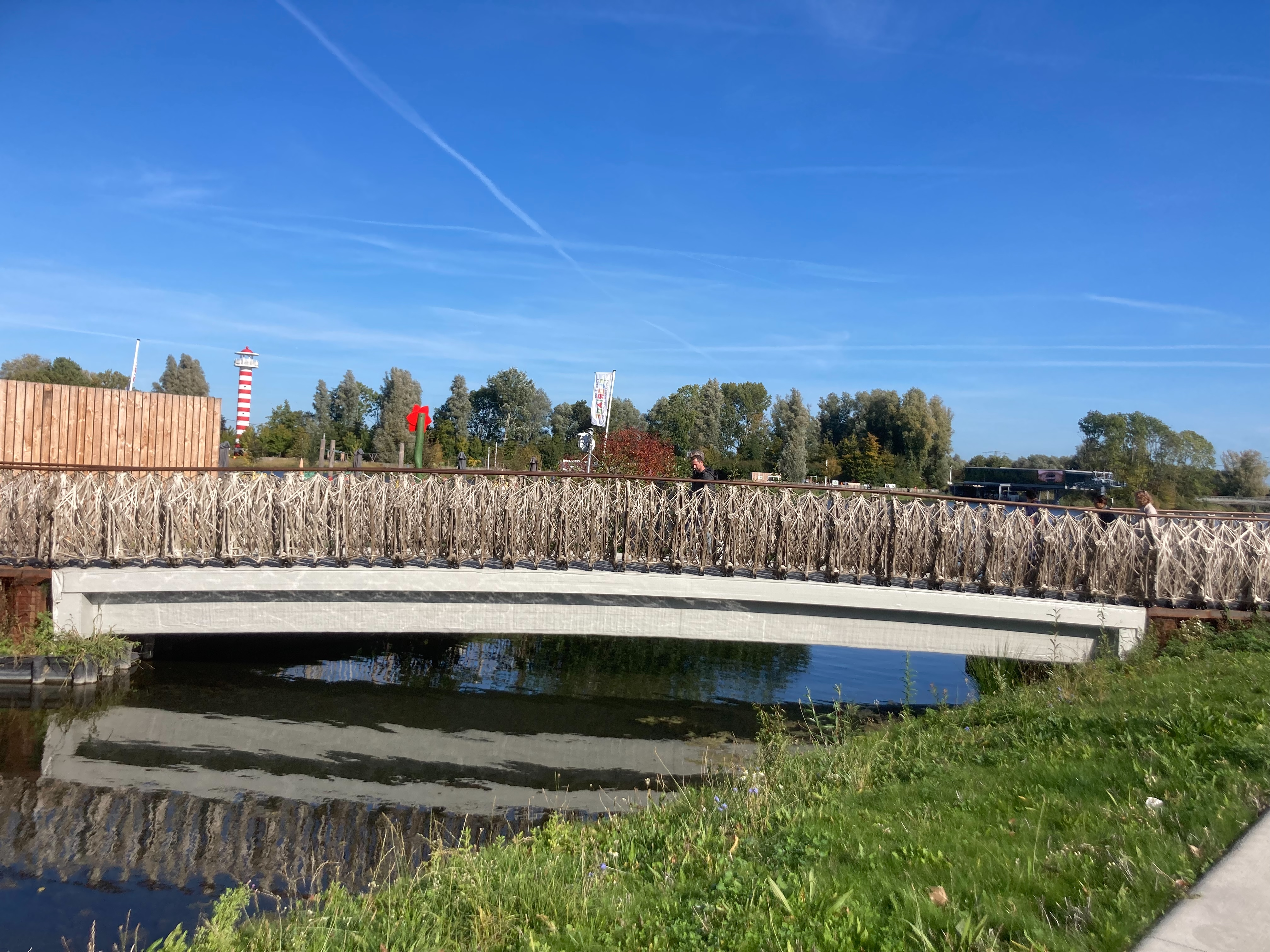
Smart Circular Bridge bei der Floriade in Almere

Smart Circular Bridge (SCB) ist ein von der EU gefördertes Projekt zum Bau von zwei Fußgänger- und Fahrradbrücken aus Flachsfasern. Die erste Brücke wurde 2022 in Almere eingeweiht, eine zweite in Ulm 2025.
Das Projekt wird von der Technischen Universität Eindhoven in Zusammenarbeit mit 14 Projektpartnern geführt und soll zeigen, dass es möglich ist, Brückenbau klimafreundlich, bio-basiert und zirkulär zu schaffen.

## Geschichte
2016 wurde der Vorläufer der Smart Circular Bridges auf dem Gelände der Technischen Universität in Eindhoven als Teil eines Forschungsprojekts errichtet. Im Rahmen des von 2020 bis 2023 von der EU geförderten Projekts „Smart Circular Bridge“ waren ursprünglich Standorte für Brücken in den niederländischen Städten Almere und Bergen op Zoom sowie in Ilsfeld vorgesehen. Tatsächlich umgesetzt wurden Brücken in Almere und in Ulm.
Die erste Smart Circular Bridge in Almere hat eine Spannweite von 15 Metern und enthält rund 3,2 Tonnen Flachsfasern. Sie wurde am 22. April 2022 auf der internationalen Gartenbauausstellung Floriade eröffnet.
Die zweite Brücke wurde in der Altstadt von Ulm realisiert und am 7. Februar 2025 eröffnet. Mit einer Länge von 9 Metern und einer Breite von 5,34 Metern überspannt sie die Kleine Blau in der Nähe des Ulmer Münsters. Beim Herstellungsprozess des ersten Brückenkörpers kam es zu einem technischen Problem. Aufgrund einer neuen Materialmischung mit einem höheren Rezyklatanteil als bei der Brücke in Almere wurde das Harz beim Aushärten zu warm – und die Naturfasern deshalb zu spröde. Der Brückenkörper musste neu gebaut werden. Die Materialzusammensetzung wurde im Rahmen des Forschungsprojekts optimiert und eine neue Konstruktion gewählt. Der neue Brückenkörper wurde auf eine Belastung von 24 Tonnen geprüft. Er ist so ausgelegt, dass auch Fahrzeuge der Stadtverwaltung darüber fahren können.
Der Bau wurde vom Bund der Steuerzahler zunächst kritisiert, da die Kosten von ursprünglich kalkulierten € 330.000 auf € 880.000 angestiegen sind. Bei der Kritik, die der SWR aufgriff, wurde außer Acht gelassen, dass der Unterbau der Brücke umfangreicher als erwartet saniert werden musste. Der Zustand des Fundaments konnte erst nach dem Abbau der alten Brücke genau analysiert werden. Zu Buche schlug auch der Bau des zweiten Brückenkörpers. Die Stadtverwaltung von Ulm hat die Zahlen zur Brücke transparent aufgeschlüsselt und mit weiteren Hintergrundinformationen veröffentlicht. Im Vergleich zu einer konventionellen Brücke kam es zu Mehrkosten in Höhe von € 150.000.

## Material und Produktionsprozess
Ein Bioverbundwerkstoff aus Flachs, speziellen Kunststoffen und Harz ergibt einen leichten und stabilen Werkstoff, der in seinen Eigenschaften etwa mit Aluminium oder Stahl vergleichbar ist. Die Naturfasern sorgen für Festigkeit, und das Bioharz verbindet die Fasern miteinander.
Die erste Smart Circular Bridge in Almere wurde als komplettes Element im Vakuuminfusionsverfahren hergestellt. Im ersten Schritt wird eine Negativform des Brückenelements mit Matten aus Flachsfasern ausgelegt. Darauf werden mit Flachsmatten abgedeckte Blöcke aus Polyurethanschaum (35 kg/m 3) dicht an dicht platziert. Das gesamte Paket wird nochmals mit Flachsmatten und einem Vakuumbeutel umwickelt. Nach dem Absaugen der Luft sorgt das entstehende Vakuum dafür, dass das Polymer kontrolliert einfließen und alle Hohlräume ausfüllen kann. Im Verlauf dieses Infusionsprozesses werden alle Blöcke kraftschlüssig miteinander verbunden. Die Aushärtung des Polymers dauert etwa einen Tag.
Die zweite SCB-Brücke in Ulm ist aus einer Bodenplatte, 8 Hauptträgern, 3 Querspanten und einer Deckplatte aufgebaut. Die einzelnen Bauteile wurden im Vakuuminfusionsverfahren hergestellt und anschließend verschraubt beziehungsweise verklebt. Im Sinne einer Kreislaufwirtschaft kamen bei der Herstellung auch Blöcke aus recycelten PET-Flaschen zum Einsatz. Ebenso wurde Bongossi-Holz aus einer abgebrochenen alten Brücke in Ulm als Handlauf weiterverwendet. Das Brückengeländer besteht aus mit Harz ummantelten Flachsfasern, das per Roboter hergestellt wurde. 

## Überwachung durch Sensoren
Da das Langzeitverhalten des Bioverbundwerkstoffs erst seit 10 Jahren erforscht wird, unter anderem mit intensiven Bewitterungstests, werden die Brücken über eingebaute Sensoren überwacht. Ein sogenanntes Structural Health Monitoring (SHM) überwacht ständig die Struktur der Brücken und ihr Materialverhalten, bewertet aber auch ihren Grad der strukturellen Sicherheit über Accelerometer sowie faseroptische Sensoren (FBGs). Knapp 100 Sensoren in der Brücke in Almere sowie 42 Sensoren in der Brücke in Ulm liefern Echtzeitdaten zum Materialverhalten in verschiedenen Belastungssituationen im Alltag. Diese Daten werden kontinuierlich gesammelt und von Wissenschaftlern unter anderem mit Künstlicher Intelligenz (KI) ausgewertet. Die Beschleunigungssensoren erfassen selbst feinste Schwingungen, die etwa durch Wind entstehen. Gleichzeitig können Ingenieure mit diesen Daten ihre Berechnungs- und Materialmodelle verfeinern.
Die Almere-Brücke hat ein öffentliches Dashboard, das jederzeit mit Live-Überwachungsdaten aktualisiert wird. Dies wird bei der Brücke in Ulm ebenfalls eingesetzt.

## Die Brücke als Musikinstrument
Die Daten der Sensoren in der Ulmer Brücke werden auch per "Künstlicher Intelligenz" (KI) für ein Klangkunst-Projekt genutzt: Mit Accelerometern werden die Schritte von Passanten musikalisch hörbar gemacht, mit faseroptischen Sensoren die Belastungen sowie Verformungen z. B. bei Sonnenschein - solche Verformungen gibt es bei allen Brücken.
Das Ziel des Klangkunst-Projekts ist es, diese kontinuierlichen Veränderungen für Passanten erlebbar zu machen. Kleine Lautsprecher an der Brücke sorgen für die Klänge vor Ort. Über eine Audio Web App werden die Klänge per Internet zugänglich gemacht. Die Web-App liefert außerdem Hintergrundinformationen zum Material und zur Brücke.

## Projektpartner
- TU/e, Eindhoven University of Technology (Niederlande), Lead Partner
- Centre of Expertise Biobased Economy (Niederlande)
- KU Leuven (Belgien)
- Forschungsgruppe BioMat unter Leitung von Hanaa Dahy, Universität Stuttgart (Deutschland)
- Vrije Universiteit Brussel (Belgien)
- 24SEA (Belgien)
- Com&Sens (Belgien)
- FiberCore Europe (Niederlande)
- FibR (Deutschland)
- Lineo - groupe NatUp fibres (Frankreich)
- Proesler Kommunikation (Deutschland)
- Van Hattum en Blankevoort (Niederlande)
- Gemeente Almere (Niederlande)
- Gemeente Bergen Op Zoom (Niederlande)
- Stadt Ulm (Deutschland)